# Helga Werner
Helga Werner (* 24. Dezember 1946 in Dresden) ist eine deutsche Schauspielerin.

## Leben
Nach dem Abitur an der Kreuzschule in Dresden studierte sie an der Theaterhochschule Leipzig. Von 1969 bis 1971 war sie am Stadttheater Freiberg tätig.
Zwischen 1971 und 2012 war sie am Staatsschauspiel Dresden engagiert und spielt seitdem dort noch als Gast. Neben ihrer Tätigkeit am Theater trat sie auch in kleineren Rollen im Fernsehen auf, so zum Beispiel in zwei Folgen der Serie Polizeiruf 110.
Werner ist mit dem Schauspieler Albrecht Goette verheiratet und hat zwei Kinder.

## Theater (Auswahl)
Staatsschauspiel Dresden
- 1982: Julie in Dantons Tod von Georg Büchner
- 1982: Amalia in Die Räuber von Friedrich von Schiller
- 1982: Elisabeth in Don Carlos (mit TV-Aufzeichnung) von Friedrich von Schiller
- 1985: Titelrolle in Die Umsiedlerin von Heiner Müller
- 1986: Marja in Die Sommergäste von Maxim Gorki
- Jeschute in Die Ritter der Tafelrunde (ZDF-Aufzeichnung 1991) von Christoph Hein
- 1987 und 1991: Jenny/Frau Peachum in der Dreigroschenoper von Bertolt Brecht
- 1995: Frau Miller in Kabale und Liebe von Friedrich Schiller
- 1996: Klaudia Galotti in Emilia Galotti von Gotthold Ephraim Lessing
- 2005: Donna Lucia d'Alvadorz in Charleys Tante von Brandon Thomas
- 2009: C in Zukunft für immer von Martin Heckmanns

## Filmografie
- 1973: Das zweite Leben des Friedrich Wilhelm Georg Platow
- 1986: Polizeiruf 110: Kein Tag ist wie der andere (TV-Reihe)
- 1989: Polizeiruf 110: Trio zu viert (TV-Reihe)
- 2006: Maria am Wasser
- 2011: Der Turm (TV)